# Prison de Holloway
Pour les articles homonymes, voir Holloway.
HM Prison Holloway
La prison de Holloway (en anglais : HM Prison Holloway) est une ancienne prison britannique située dans la localité de Holloway dans le borough londonien d'Islington dans le nord de Londres.
Elle est notamment connue comme lieu d'emprisonnement des suffragettes lors des luttes de revendication du droit de vote pour les femmes au Royaume-Uni.

## Histoire
Fondée en 1852 sous le nom de New City of London Prison, elle fut  lors d'abord une prison mixte sous autorité locale destinée à accueillir hommes, femmes et enfants de plus de huit ans. Son autorité fut transférée au gouvernement central par le Prisons Act de 1877, et elle devint une prison pour femmes uniquement en 1903. 

### Détention de suffragettes
De nombreuses suffragettes y sont détenues entre 1905 et 1914. Un certain nombre de suffragettes mènent une grève de la faim pour obtenir un statut de prisonnières politiques, et sont alimentées de force. La Women's Social and Political Union crée en 1909 une décoration décernée à ses militantes à leur sortie de prison, la broche Holloway.

### Opposantes irlandaises à la conscription
En 1918, les Irlandaises Constance Markiewicz et Maud Gonne sont emprisonnées pour leur participation au mouvement d'opposition à la conscription en Irlande pendant la Première guerre mondiale.

### Camp de femmes pour la paix de Greenham Common
Trente-six femmes qui ont participé au camp de femmes pour la paix de Greenham Common, créé pour protester contre l'implantation d'armes nucléaires à Greenham Common dans le Berkshire, sont emprisonnées à Holloway le 31 décembre 1982.

### Pendaisons dans la prison
Cinq femmes y furent pendues :
- Amelia Sach et Annie Walters (en), pour l'assassinat de bébés qu'elles prétendaient faire adopter, en 1903)
- Edith Thompson (en), pour le meurtre de son mari (1923)
- Styllou Christofi (en) pour le meurtre de sa bru (avant-dernière femme à être exécutée en Grande-Bretagne, 1953)
- Ruth Ellis pour le meurtre de son amant (dernière femme à être exécutée en Grande-Bretagne, 1955).

## Modernisation et fermeture définitive
La prison de Holloway fut intégralement reconstruite entre 1968 et 1985 afin de redevenir une prison locale et un établissement psychiatrique. En 2008, elle disposait d'une capacité d'accueil de 501 détenues. 
En dépit des reconstructions et aménagements du site, elle fut déclarée en 2015 inadéquate à recevoir des détenus dans des conditions convenables par Michael Gove, alors secrétaire d'État à la Justice, et définitivement fermée en 2016.

## Personnalités emprisonnées
- Rosa May Billinghurst
- Charlotte Despard
- Norah Elam
- Isabella Glyn (en)
- Maud Gonne
- Kate Harvey
- Mary Leigh
- Kathleen Lonsdale
- Constance Markievicz
- Diana Mitford
- Dora Montefiore
- Edith New
- Adela Pankhurst
- Christabel Pankhurst
- Mary Richardson
- Hanna Sheehy-Skeffington
- William Thomas Stead
- Oscar Wilde

## Dans la culture populaire
Musique
- L'album Muswell Hillbillies (1971) des Kinks contient le titre Holloway Jail.
- Holloway Girl du groupe Marillion présent sur l'album Seasons End (1989).
- Le groupe Bush fait référence à la prison de Holloway sur leur titre Personal Holloway issu de leur album Razorblade Suitcase sorti en 1996.
- En 2005, l'album Harmony No Harmony de Million Dead contient une piste intitulée Holloway Prison Blues.

Littérature
- Dans la pièce d'Oscar Wilde L'Importance d'être Constant (1895), l'un des protagonistes, Algernon Moncrieff, est menacé de se faire emprisonner à Holloway à la suite du non-paiement d'une facture de l'hôtel Savoy.
- Dans le roman de Dorothy L. Sayers Strong Poison (1930), publié en français sous le titre Lord Peter, détective, le personnage d'Harriet Vane est emprisonné à Holloway lors de son procès.
- Dans le roman La Maison de soie d'Anthony Horowitz (2011), Sherlock Holmes y est emprisonné pour meurtre.
- Dans le roman À cache-cache de M. J. Arlidge (2016), le commandant Helen Grace y est emprisonnée en attente de son procès.

Cinéma
- Dans la film Cube de Vincenzo Natali (1997), l’une des protagonistes, jouée par Nicky Guadagni (en), est dénommée Holloway.